# فرضیه جهان هیدروکربن‌های آروماتیک چندحلقه‌ای

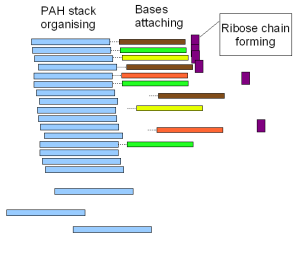
اتصال هیدروکربن‌های آروماتیک چندحلقه‌ای و تشکیل ساختارهای پیچیده‌تر

فرضیه جهان هیدروکربن‌های آروماتیک چندحلقه‌ای (به انگلیسی: PAH world hypothesis) یک فرضیه نظری است که پیشنهاد می‌کند هیدروکربن‌های آروماتیک چند حلقه‌ای (PAHs) که در نقاط مختلف کیهان، از جمله در دنباله دارها به‌وفور یافت می‌شوند، در دوران اولیه تشکیل حیات برروی زمین حضور داشته و نقشی اساسی در تشکیل حیات را عهده داشته‌اند. فرض بر این است که این خانواده از ترکیبات درتولید آران‌ای نقش داشته‌اند. با این‌حال هنوز این فرضیه مورد آزمایش قرار نگرفته‌است.